# Scatto

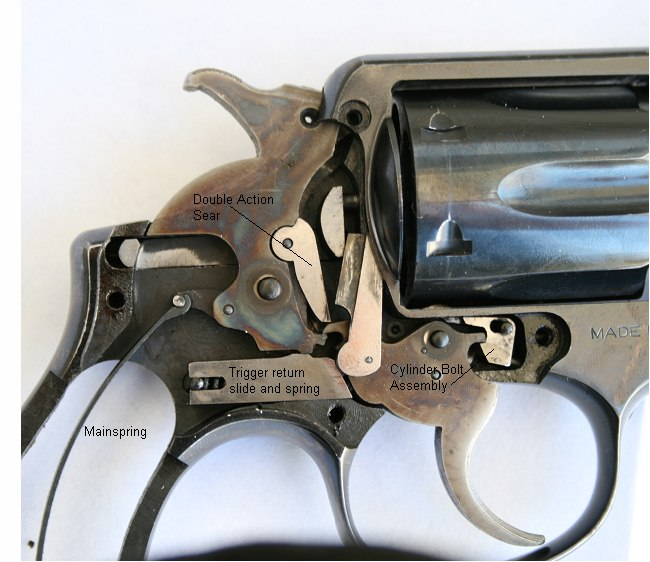
Scatto di una Rivoltella

Lo scatto (o congegno di scatto o gruppo di scatto) nelle armi da fuoco, è l'insieme dei congegni meccanici (organi di scatto) che consentono al tiratore di far partire la pallottola tramite l'uso del grilletto. L'ipotesi più semplice, vede lo scatto costituito da: grilletto, cane (compreso di percussore) e relative molle; cioè, da soli quattro pezzi in movimento.
Tuttavia, i meccanismi possono essere diversificati in base all'arma e solitamente composti da molte più parti, benché il funzionamento fondamentale sia quello di armare e/o di mantenere armato il cane o il percussore, per poterlo liberare-sganciare nell'attimo deciso per lo sparo. Alcune armi per tiro sportivo hanno un sistema di scatto elettronico, o meglio, elettromeccanico, per migliorare la sensibilità di pressione sul grilletto.

## Struttura

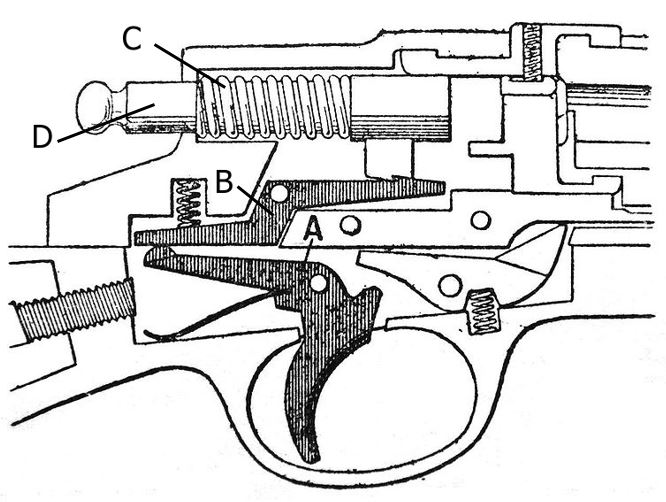
A = grilletto, B = catena, C = molla di carica, D = percussore

La si può descrivere genericamente come composta da una serie di organi di scatto:
- grilletto (leva di scatto)
- catena/e di scatto
- piani di contatto
- molla del cane/percussore
- cane/percussore
- selettore di scatto (quando presente)

I piani di contatto, la loro lavorazione e la modalità di sgancio, possono fare la differenza tra "buono" e "pessimo" scatto; ma anche la tipologia della meccanica e la sua progettazione (design), sono fondamentali, tant'è che nei fucili di buona fattura, per rendere più sensibile il grilletto, lo scatto viene spesso costruito per funzionare in due tempi (detto stecher o doppio scatto).
Alcune armi possono avere una selezione di scatto, che tramite una leva rende la ripetizione del colpo da manuale ad automatica (o a raffica); in questo caso si tratta di sole armi autocaricanti e tendenzialmente di fucili d'assalto, come il conosciuto AK-47 o M16, ecc., ma anche di alcuni mitra e pistole (raramente). La raffica comprende un numero limitato di colpi, ad esempio 3 (ma anche di più), che verranno esplosi consecutivamente, ma poi la leva di scatto dovrà essere ripremuta nuovamente per una nuova raffica.
Alcune armi possono avere lo scatto regolabile in vari punti. Nelle armi di precisione o da tiro è possibile regolare lo scatto in maniera fine, dividendo l'azione in microfasi (primo tempo, secondo tempo, scatto e retroscatto) distribuendo i carichi a seconda delle necessità e delle caratteristiche del tiratore e della specialità praticata (vedi tiro a segno).
Lo scatto delle armi comuni può essere concepito per funzionare in azione singola o in doppia azione, anche denominata come "sola doppia azione" (DAO), ma alcune armi possono funzionare in entrambi i modi, e vengono classificate comunemente come armi ad azione mista (singola e doppia):

## Azione singola

Animazione dello scatto a pietra focaia

La singola azione consiste nella sola azione di "scatto" (rilascio del cane/precussore) e non di armamento: in questo caso il grilletto ha la sola funzione di liberare il congegno di blocco del cane/percussore armato, in modo che la molla di scatto (di carico del cane o quella cinetica del precussore), lo possa lanciare contro la cartuccia. Ma questo sistema prevede che la molla di scatto debba essere precedentemente compressa, e che l'azione di armamento del cane/percussore possa avvenire (in base all'arma) in modalità manuale o automatica:
- manuale: il tiratore arma il cane (col pollice) o il percussore (aprendo l'otturatore del fucile o scarrellando l'otturatore della pistola, ad esempio),
- automatica: l'energia dello sparo precedente riarma il sistema (di armi automatiche o semiautomatiche) e questa modalità di funzionamento si chiama azionamento autocaricante.

## Azione doppia
La doppia azione consiste nella capacità del sistema di scatto, di armare il cane/percussore, comprimendo la sua molla, e di liberarlo, lasciando che si abbatta sulla cartuccia per innescarla, il tutto agendo con la sola pressione del grilletto. Ovviamente, questo tipo di azione richiede un movimento di corsa più ampio e anche una forza maggiore sul grilletto, che può risultare generalmente doppia rispetto alla singola azione, ovvero alla sola azione di sgancio del cane/percussore già armato. Tuttavia, con la maggiorparte di queste armi è possibile avere entrambe le funzioni, singola e doppia azione, a scelta. E quando ciò non è possibile, l'arma si dice che funziona solo in doppia azione, cioè in double action only o DAO. 
Molte armi per il tiro di precisione, escludono gli organi di scatto della doppia azione, lasciando solo quelli della singola, per avere meno masse in movimento e/o più precisione, ecc.

## Tipi di percussore

### Diretto

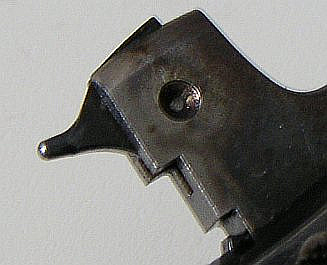
Cane con percussore.

In alcuni revolver (più spesso quelle del passato), il cane e il percussore fanno parte della stessa parte meccanica e sono legati indissolubilmente (foto a fianco); in questi casi il "cane" si abbatte sull'innesco azionandolo con la punta del percussore a lui saldamente legato.

### Indiretto
È detto a cane esterno, il sistema che vede il movimento di un "cane", che come un martello (hammer) colpisce il percussore e lo spinge fino a percuotere l'innesco della cartuccia. Questo sistema è presente anche in armi con cane interno, e generalmente è tipico delle armi autocaricanti (automatiche o semiauto).

### Lanciato
È detto a percussore lanciato quel sistema di scatto in cui è assente il cane/martello (sia interno che esterno) e dove il percussore è direttamente attivo, con una massa specifica ed una molla di carico: questo viene caricato all'indietro (dal grilletto o da altro meccanismo di armamento), comprimendo la sua molla cinetica, ed una volta sganciato, sarà lanciato contro l'innesco della cartuccia.